# Kvinna som håller en balansvåg
Kvinna som håller en balansvåg är en oljemålning av Johannes Vermeer från 1662–1663.

## Beskrivning av målningen
En kvinna klädd i en blå pälsbrämad jacka står framför ett bord nära ett stängt fönster. Hon håller en balansvåg i högra handen och väntar på att den ska komma i jämvikt. På bordet ligger en blå bordsduk och på den några öppna askar, två pärlhalsband och en guldkedja.
På väggen bakom kvinnan hänger en oljemålning som föreställer Den sista domen och till vilken en målning av flamländaren Jacob de Backer skulle kunna vara en förebild. På väggen till vänster snett under fönstret hänger en spegel. Svagt ljus silar genom fönstret och dess ljust gula gardin.
Målningen tolkas som en allegori beträffande balansen mellan världsliga värden och andliga. Kvinnan står med en balansvåg mellan sina värdefulla smycken och en bild som beskriver följderna av hennes handlingar i livet, väntande på att se utslaget på sin balansvåg.

## Proveniens
Målningen tillhörde sannolikt de målningar som har haft Pieter van Ruijven som förste ägare, och som efter honom gick i arv till respektive hustrun, dottern och svärsonen. Den såldes på auktionen efter Jacob Dissius i Amsterdam i maj 1696 till köpmannen Isaac Rooleeuw i Amsterdam (ungefär 1650–1710) och på konkursauktionen efter denne 1701 till Paulo van Uchelen i Utrecht. Den ärvdes av sonen Paulo van Uchelen the Younger; Amsterdam och gick vidare i familjen 1754 till hans dotter Anna Gertruijda van Uchelen i Amsterdam (1673–1754). Efter hennes död såldes den på auktion i Amsterdam 1767 till Nicolaas Nieuhoff i Amsterdam (1733–76). I april 1777 såldes den på auktion efter Nieuhoff först till Arnoldus Dankmeyer i Amsterdam och några dagar senare vidare till en van den Bogaard. Därefter är ägandesituationen oklar, men det är bekant att kung Maximilian I Josef av Bayern ägde den före 1825. Den såldes på auktion i München efter honom 1826 till diplomaten Victor Louis Charles de Riquet de Caraman i Paris (1762–1839), då attribuerad till Gabriel Metsu. 
Efter hertigen av Caramans auktion 1830 ägdes den av finansmannen Casimir Périer i Paris till dennes död 1832 och därefter av dennes arvingar till 1848. Den köptes in på auktion i London 1848 av sonen och diplomaten Auguste Casimir-Périer i Paris, som hade den till sin död 1876, då den ärvdes av dennes son, den franske presidenten Jean Casimir-Perier. År 1907 ärvdes den av Jean Casimir-Periers faster, Marie Thérèse Henriette Jeanne de Ségur, född Périer, i Paris, varefter den inhandlades av konsthandlarna Colnaghi i London 1910, för att säljas vidare 1911 till stålmagnaten Peter Widener i Philadelphia. Den ärvdes av sonen Joseph E. Widener i  Philadelphia 1915. Efter dennes död 1942 donerades målningen till National Gallery of Art i Washington, D.C.